# Richard Descoings
Pour les articles homonymes, voir Descoings.
Richard Descoings, né le 23 juin 1958 à Paris et mort le 3 avril 2012 à New York, est un haut fonctionnaire français.
Conseiller d'État, il est de 1996 jusqu'à sa mort, directeur de l'Institut d'études politiques de Paris et administrateur de la Fondation nationale des sciences politiques. Les circonstances de son décès, puis le rapport très critique de la Cour des comptes concernant les dérives de la gestion de Sciences-Po durant sa direction altèrent son bilan.

## Biographie

### Jeunesse et études
Richard Jean Marc Descoings naît en 1958 dans le 14e arrondissement de Paris. Il serait issu d'une famille protestante suisse. Son père, Jean-Claude Descoings, est un médecin spécialiste de la tuberculose, et sa mère, Arlette Meylan, est médecin et cadre dans l'industrie pharmaceutique. Catholiques, ils demeurent dans le 13e arrondissement de Paris, puis déménagent dans le 7e arrondissement afin qu'il puisse étudier au sein de l'arrondissement. Il a une sœur et un demi-frère.
Il effectue ses études secondaires aux lycées Montaigne puis Louis-le-Grand, où il obtient des résultats insuffisants pour continuer sa scolarité. Il est scolarisé au lycée Henri-IV, avant d'obtenir un baccalauréat littéraire en 1976.
Il est  alors candidat à l'Institut d'études politiques de Paris, mais ne se présente pas au concours afin d'aller en classes préparatoires littéraires à Henri-IV. Il y passe une année puis est reçu en 1977 à l'IEP de Paris. Il étudie notamment sous la férule de Bernard Stirn. Il y demeure jusqu'en 1980, date à laquelle il sort diplômé de la section Service public. 
Il est admissible deux fois à l'École nationale d'administration (ENA), et y est admis à la troisième tentative. Il est alors mitterrandiste. Il étudie au sein de l'ENA de 1983 à 1985, où il s'implique peu dans la vie de l'école. Il effectue un stage au bureau d'aide sociale de la ville de Paris, puis à la préfecture de Savoie, et trois mois chez Procter & Gamble. Il sort classé 10e de la promotion Léonard-de-Vinci et choisit d'entrer au Conseil d'État.

### Famille et vie privée
Il fait partie des premiers membres de l'association AIDES, jusqu'en 1986, aux côtés de Daniel Defert. Il découvre son homosexualité et le monde de la nuit (les bars du quartier du Marais, le Palace, le Boy's de la rue de Caumartin, plus tard le Queen's) pendant ses années d'études.
Richard Descoings entretient une relation amoureuse avec Guillaume Pepy, rencontré au Conseil d'État en 1986. Ce dernier est son témoin, le 28 mai 2004 à la mairie du 6e arrondissement de Paris, lorsqu'il se marie avec Nadia Marik (de parents d'origine tchèque, divorcée en premières noces du journaliste libanais Georges Ghosn et en deuxièmes noces du publicitaire Thierry Granier-Deferre). Emmanuelle Wargon et Emmanuel Goldstein sont leurs témoins. Nommée directrice adjointe de Sciences Po, elle démissionne à la suite de sa mort,.
Paru en 2015, le livre Richie, de la journaliste du Monde Raphaëlle Bacqué, brosse un portrait privé de Richard Descoings avec d'une part ses réformes de Sciences Po et d'autre part sa vie privée, son autoritarisme et son rapport à l'argent.

### Carrière professionnelle
Richard Descoings est auditeur au Conseil d'État, affecté à la section du contentieux, de 1985 à 1989. En 1988, il y est nommé maître des requêtes affecté aux sections du contentieux et des travaux publics.
De 1988 à 1989, Richard Descoings est conseiller juridique du ministère de la Culture, de la communication, des grands travaux et du bicentenaire. De 1988 à 1991, il est rapporteur général à la Commission d'accès aux documents administratifs.[réf. nécessaire]
En 1991, il devient grâce à Jacques Fournier conseiller technique pour les questions d'éducation au cabinet de Michel Charasse, ministre délégué au Budget. Au printemps 1992, il devient chargé de mission dans le cabinet de Jack Lang au ministère de l'Éducation nationale et de la Culture, où il est responsable des questions budgétaires de l'Éducation nationale.
De 1993 à 1996, il est rapporteur général adjoint à la section du rapport et des études du Conseil d'État et participe à la mission sur les responsabilités et l'organisation de l'État, et il devient en 1995 commissaire du gouvernement près le Conseil d'État. En 2000, il est nommé conseiller d'État.
Le 12 janvier 2009, il est chargé par Nicolas Sarkozy de mener une concertation en vue de préparer une nouvelle réforme du lycée. Il a remis son rapport le 2 juin 2009. Les priorités qui se dégagent du rapport sont une amélioration de l'orientation, un développement de la voie technologique, d'équilibrer les trois filières généralistes du baccalauréat et d'axer l'apprentissage des langues vivantes sur l'oral,,.
Richard Descoings devient membre du club le Siècle grâce à Alain Lancelot, directeur de Sciences Po. Son admission est parrainée par Jean-Claude Casanova, Olivier Duhamel, Jean Dromer et Marceau Long.

### Parcours à Sciences Po

#### D'enseignant à directeur adjoint
Richard Descoings avait enseigné à IPESUP en 1985. Il se propose dès 1987 comme maître de conférences à Sciences Po Paris. Il y est recruté et enseigne le  droit public dans une conférence de méthode appelée « Note de synthèse juridique ». Il devient conseiller d'Alain Lancelot, puis en 1989 directeur adjoint jusqu'à 1991. Il remplace Alain Lancelot en 1990 lorsque ce dernier est hospitalisé. Il est membre du conseil de direction depuis 1995.
En 1993, Richard Descoings permet, sous la direction du professeur Jean-Jacques Rosa, le lancement du premier Master of Business Administration de Sciences Po (MBA SciencesPo), formation bilingue diplômante et accréditée à l’étranger dédiée au management et au monde des affaires.

#### Directeur
Richard Descoings est choisi comme successeur par Alain Lancelot en 1996, avec l'approbation du Premier ministre Alain Juppé et de René Rémond. Il devient directeur de l'institut et administrateur de la Fondation nationale des sciences politiques à l'âge de 38 ans. Il pose pour objectif dès son entrée en fonction de faire de Sciences Po « le Harvard à la française ». Il crée un cabinet autour de lui, et nomme Olivier Duhamel conseiller spécial.

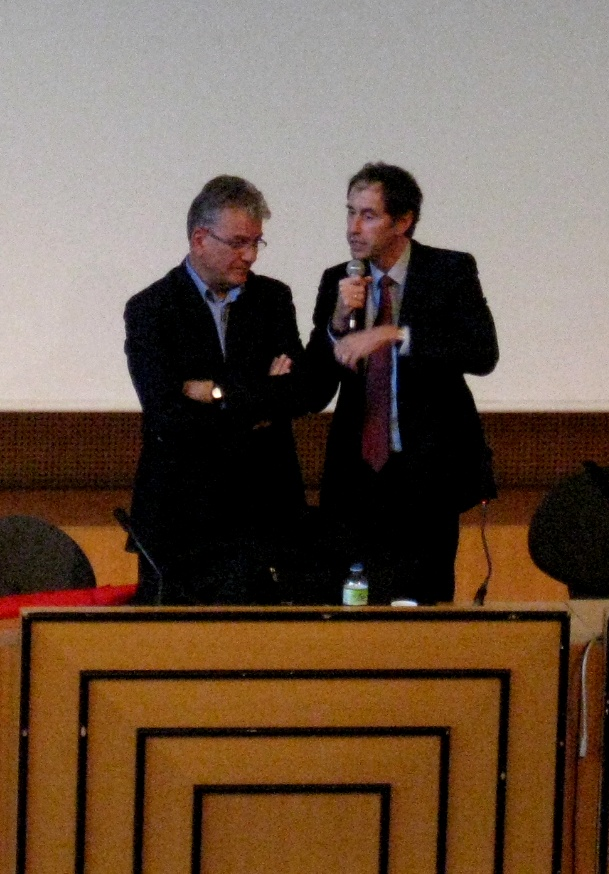
Olivier Duhamel (à gauche) et Richard Descoings (à droite), à l'Institut d'études politiques de Paris en 2010.

Ses premières réformes de Sciences Po visent à modifier la structure des études. Il internationalise l'école en créant une année d'étude à l'étranger sur proposition de Jean-Luc Domenach. Il allonge la scolarité à cinq ans (contre trois précédemment), permettant la création d'un cursus complet. Il assure la possibilité de redoubler la première année d'étude, qu'Alain Lancelot souhaitait supprimer. Ces premières réformes ne font pas débat et ont lieu en concertation avec les représentants des étudiants. La signature d'accords internationaux avec des universités étrangères progresse rapidement, et le ministre des Affaires étrangères Hubert Védrine demande aux ambassades de favoriser les contacts avec les universités locales ; les premiers accords sont signés avec les grandes universités japonaises (université de Tokyo, université Waseda) et américaines (université Harvard, université Columbia).
Descoings mène aussi un agrandissement de l'école. En 2004, à la suite du départ de l'ENA à Strasbourg, il fait racheter ses bâtiments jusque-là installés dans l'hôtel particulier du 13, rue de l'Université. La surface des locaux de l’IEP croissent de 7 500 m2, deux amphithéâtres et vingt salles de cours.
Il a également présidé à la restructuration des parcours de master de l'école. L'école de journalisme de Sciences Po, qui concurrence les écoles de journalisme traditionnelles, est créée ; puis l'école de communication, l'école de droit, et la Paris School of International Affairs. Afin de réformer le contenu des cours et de proposer une stratégie devant déboucher sur une hausse de l'école dans les classements internationaux, il embauche Bruno Latour et autorise le recrutement d'une trentaine de nouveaux enseignants-chercheurs.
En 2001, il décide de créer une filière d'accès à l'IEP de Paris pour les élèves issus des zones d'éducation prioritaire (ZEP). Cette mesure suscite un important débat sur la discrimination positive ; un recours déposé par l'UNI fait annuler la décision le 6 novembre 2003 et l'IEP est condamné au retrait des conventions ZEP et à payer 1 500€ à l'UNI au titre des frais de procédure. L'IEP ne se pourvoit pas en cassation, mais malgré la victoire juridique de l'UNI, qui fait suite à une réserve d'interprétation du Conseil constitutionnel de 2001 défavorable à l'IEP, le vote postérieur d'une nouvelle délibération par le conseil de direction de l'IEP fait finalement échouer la tentative de faire annuler les conventions éducation prioritaire (CEP) passées avec des lycées de ZEP. En revanche, les 18 et 19 février 2005, alors que l'Assemblée nationale a voté à l'unanimité une généralisation à toutes les universités et grandes écoles de la possibilité d'accompagner les élèves issus de milieux modestes pour leur permettre de mieux réussir leurs études supérieures et afin de favoriser l'ouverture sociale, il obtient que le gouvernement recule et fasse annuler ce vote, dans le but de maintenir le dispositif des conventions ZEP qui avait été écarté par l'ensemble des acteurs du monde de l'éducation.
Sa politique d'expansion exige toutefois une hausse des frais de scolarité. Une première hausse a lieu en 2004. Les élèves dont les parents ont les plus hauts revenus doivent payer jusqu'à 5 150 euros par an. Il fait face à une campagne contre l'augmentation des frais menée à la rentrée 2005 par l'UNEF et l'IDÉE, de gauche et de centre-droit. Il met en place un système amélioré de bourses d'études. Les frais de scolarité atteindront jusqu'à 13 820 € par an pour les élèves issus des familles les plus aisées en 2011.
Le plan stratégique de Richard Descoings oriente l'école plus nettement vers les disciplines du droit, de l'économie et des relations internationales, au détriment de l'histoire. Le département d'histoire de l'école devient l'un des bastions de la critique contre ses projets.
Il crée également une cellule d'écoute psychologique au sein de l'institut.
Le 8 février 2005, il reçoit Condoleezza Rice à la FNSP. Elle y prononce le seul discours de sa première tournée européenne en tant que secrétaire d'État américain.
Lors des élections étudiantes de janvier 2009, l'UNI Sciences Po lance une pétition contre la suppression du concours d'entrée à Sciences Po. Au cours du Talk-Orange-Le Figaro, Richard Descoings explique qu'aucune suppression n'est envisagée pour 2010 mais que la question se posera à l'avenir. Il supprime en revanche l'épreuve de culture générale du concours d'entrée, et fait l'objet de la critique de Marc Fumaroli, Régis Debray et Emmanuel Todd.
En 2010, il décide de fermer la chaire Moyen-Orient Méditerranée, filière qui fonctionnait depuis un quart de siècle.

### Mort
Richard Descoings est invité aux États-Unis à l’occasion d’un colloque de présidents de grandes universités mondiales (« Global Colloquium of University Presidents ») organisé à l'université Columbia par le secrétaire général de l'Organisation des Nations unies en avril 2012. Il meurt d'une crise cardiaque dans une chambre de l'hôtel Michelangelo à Manhattan, le 3 avril 2012 à l'âge de 53 ans. La nuit de sa mort, il avait fait appel aux services de deux escort-boys, qui sont rapidement mis hors de cause,. Son téléphone portable et son ordinateur portable ont été retrouvés sur un balcon du troisième étage de l'hôtel, probablement jetés par la fenêtre de sa chambre, mais Raphaëlle Bacqué indique en 2015 qu'il n'y a aucune preuve de cet élément.
L'enquête indique qu'aucune trace de drogue ou de barbiturique n'a été trouvée dans le corps. De l'alcool avait toutefois été consommé. La mort serait due, selon le certificat de décès, à une maladie cardiaque associée à de l'hypertension.
Sa mort provoque une forte émotion au sein de l'IEP. Le président des États-Unis Barack Obama adresse ses condoléances depuis la Maison-Blanche, ainsi que le président de la République Nicolas Sarkozy. François Hollande, Martine Aubry, François Bayrou, Alain Juppé, Bertrand Delanoë lui rendent également hommage.
Ses obsèques sont célébrées le 11 avril 2012 en présence de plusieurs ministres, hauts fonctionnaires et trois mille personnes en l'église Saint-Sulpice de Paris. Juan Branco est choisi pour prononcer le discours d'adieu. Matthieu Rougé préside la cérémonie. Il possède à la fois une tombe au cimetière de Pernes-les-Fontaines (Vaucluse), ainsi que dans la 86e division du cimetière du Père-Lachaise, les deux étant en tout point similaires.

## Controverses

### Diffamation
Le 3 février 2009, Richard Descoings est condamné par le tribunal correctionnel de Paris pour diffamation envers Jean-Marie Le Pen, qu'il a accusé, sur son blog d'être à l'origine de violences contre un cadreur de France 3 en marge de sa participation au forum Elle organisé à l'IEP de Paris. En le condamnant à 1 000 € euros d'amende avec sursis et à 1 € de dommages et intérêts, les magistrats considèrent que les affirmations de Richard Descoings ont été formulées « de manière péremptoire et fausse ».

### Gestion managériale de Sciences Po
En 2011, face à une suite de démissions de membres de la direction et de personnels, Richard Descoings accepte sur insistance des syndicats de l'établissement de laisser une entreprise spécialisée mener un audit sur la qualité de vie au travail, qui révèle des dysfonctionnements lourds en termes de management. Les problèmes de management de la direction sont évoqués par Mediapart.

### Gestion financière de Sciences Po
En 2011, le journal Mediapart révèle que Richard Descoings perçoit 25 000 € de salaire mensuel tout en profitant d'un chauffeur et en jouissant d'un appartement de fonction, ce qui est une exception pour un directeur d'établissement du supérieur. En 2012, il déclare au journal Libération qu'il perçoit 27 000 € brut de salaire mensuel. Des « superbonus » sont également évoqués pour lui et tout le directoire de Sciences Po Paris (dont son épouse fait partie) ; cette révélation intervient dans un contexte de hausse importante et répétée des frais de scolarité pour les parents d'élèves (allant jusqu'à 9 800 € en collège universitaire et 13 500 € en master).
En 2012, le journal Le Monde publie certains éléments du rapport de la Cour des comptes qui révèlent l'opacité de la gestion de l'IEP pendant la présidence de Richard Descoings, en fustigeant entre autres les primes que la direction s'est fait attribuer. Ce rapport révèle également que la rémunération brute annuelle de Richard Descoings pour l'année 2010 était d'un montant de 537 000 € (contre 315 311 € en 2005). Ce rapport dénonce l'absence de tout contrôle interne : « la politique de développement de Sciences Po n'a pu être mise en œuvre qu'au prix d'une fuite en avant financière et d'une gestion peu scrupuleuse des deniers publics. »
Le rapport de la Cour des comptes est par la suite largement commenté par la presse française. Pour Marianne, ce rapport déboulonne « la statue Descoings » qui était « porté aux nues il y a quelques mois ». Il rapporte que des commandes élémentaires n’ont pas été réalisées dans l’intérêt de l’institution, des dîners au Lutetia ont été payés aux frais de l'école, et révèle une mission sur le lycée confiée à Richard Descoings par Nicolas Sarkozy et financée par la Fondation nationale des sciences politiques, qui aurait ainsi déboursé un million d'euros pour un rapport rédigé par son propre directeur. Le journal souligne aussi une augmentation de rémunération de 54 % par rapport à 2009 et des augmentations salariales qui n’ont pas fait l'objet d'un rapport du commissaire aux comptes. Le Monde parle de « gabegie » et de « gaspillage de ressources publiques » estimant que le rapport « condamne les années Descoings ». Les dérives de gestion sont largement attribuées au directeur bien que les médias soulignent l'absence totale de contrôle interne et externe,,. L'ensemble de ces dérives entraînera la saisine de la cour de discipline budgétaire et financière par la Cour des comptes en raison des irrégularités constatées dans la gestion de Sciences Po.

## Hommages

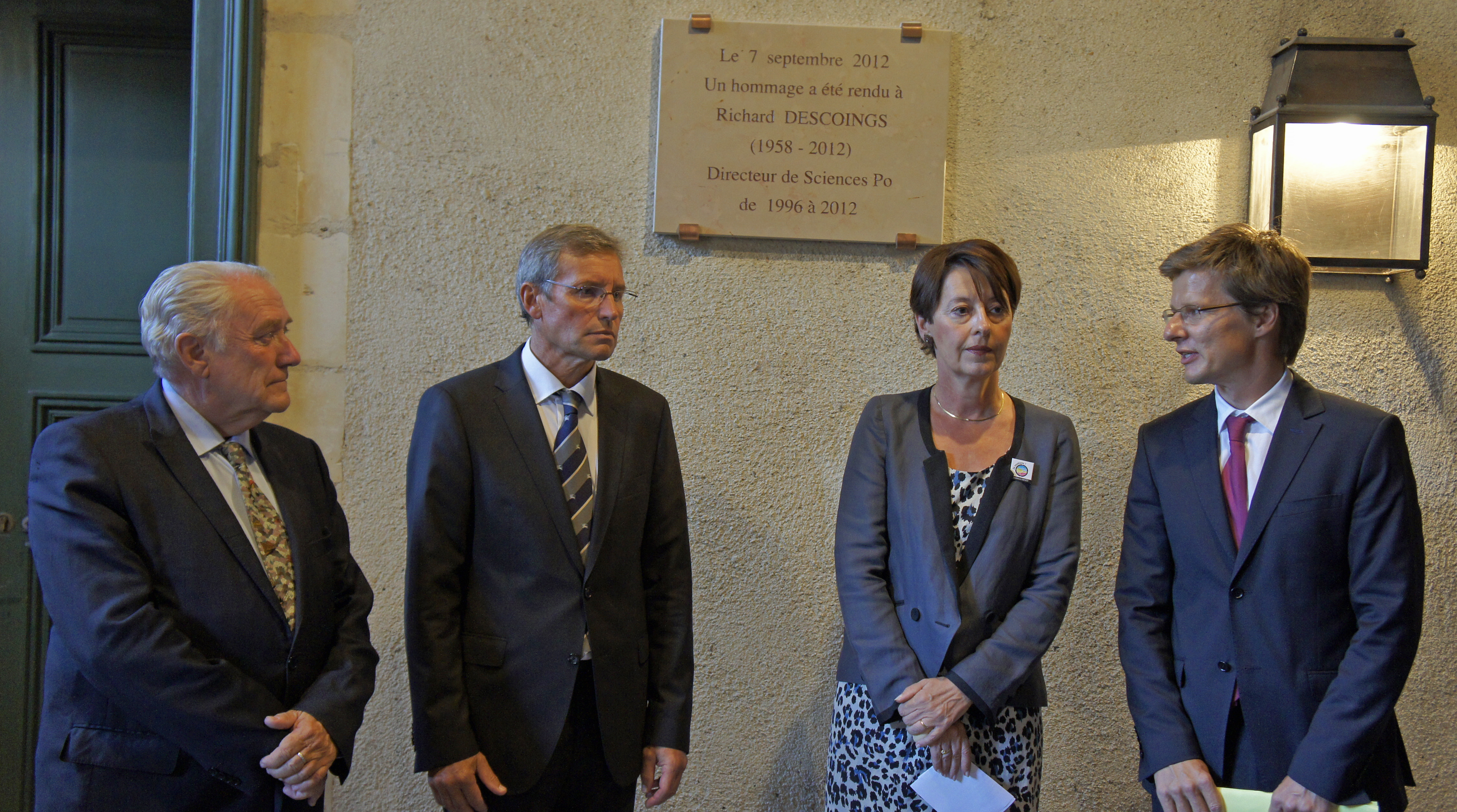
Inauguration de la plaque à son nom dans l'ancien collège des Jésuites de Reims.

- En 2012, une plaque est apposée en son honneur dans l'ancien collège des Jésuites de Reims qui héberge le campus de Sciences Po.
- Le bâtiment de Sciences Po situé au no 9 rue de la Chaise a été rebaptisé « site Richard-Descoings ».
- Depuis 2016, le concours d'éloquence inter-campus de Sciences Po porte le nom de « Prix Richard Descoings »[46]. Ce concours bilingue franco-anglais rend hommage à la création des campus et à l'internationalisation promue par l'ancien directeur[47]. Après une première édition sur le campus de Reims, le concours est organisé et hébergé chaque année par un campus différent selon un système de rotation[48]. Nadia Marik-Descoings est traditionnellement jurée d'honneur de ce prix.

## Décorations

### Françaises
- Chevalier de la Légion d'honneur (2004)[49],
- Officier de l'ordre national du Mérite (2009)[50],
- Chevalier de l'ordre national du Mérite (1997)[51],
- Chevalier de l'ordre des Palmes académiques (2001),
- Chevalier de l'ordre du Mérite agricole[52].

### Étrangères
- Commandeur de l'ordre de Rio Branco (Brésil).

### Distinctions
- 2005 : Docteur honoris causa de l'université Waseda[53]

## Publications
- Sciences-Po, de La Courneuve à Shanghai, préface de René Rémond, Presses de Sciences Po, Paris, 2007  (ISBN 978-2-7246-0990-5)
- Un lycée pavé de bonnes intentions : Éducation nationale : vérités et tabous, Robert Laffont, Paris, 2010  (ISBN 978-2-221-11703-3)

Préfaces
- Jean Picq, Une histoire de l'État en Europe : Pouvoir, justice et droit du Moyen Âge à nos jours, coll. « Manuels », Presses de Sciences Po, 1re édition, 2009, 3e édition 2015